# 작센바이마르아이제나흐 공작 에른스트 아우구스트 1세
에른스트 아우구스트 1세(Ernst August I., 1688년 4월 19일 ~ 1748년 1월 19일)는 작센바이마르아이제나흐 공작(Herzog von Sachsen-Weimar-Eisenach)이다.